# Bandera de Nuevo León
La Bandera de Nuevo León consisteix en un rectangle de mesures idèntiques de color blanc. Entre el mig del camp blanc, té l'escut estatal i al centre, amb un diàmetre de tres quartes parts de l'ample d'aquest camp.

## Història

### La Republica de Rio Grande
La primera bandera es va dividir en tres camps: un camp vermell a l'esquerra i dos camps horizontals a la derecha, ia la dreta, un altre amb tres estrelles, de color roig amunt i avall i blanc al negre. En el camp o llenç verda de la bandera es destacaven tres boniques estrelles que simbolitzen els estats Tamaulipas, Nuevo León and Coahuila-Texas from de la Republica Rio Grande per decret del 6 de novembre de 1840 en Laredo, Texas.

### L'estat mexicà

Nova bandera de Nuevo León, any 2020.

La bandera de l'estat és un drap blanc amb l'escut al centre i va ser edoptada l'any 1998. Aquesta és la senyera que sempre ha fet servir el govern de l'estat.

### Un símbol del neoleonisme
L'any 2020 va aparar un neu moviment amb una bandera que reprèn els colors de la bandera històrica de la República de Rio Grande, el lleó al centre per representar a l'estat de Nuevo León.
L'estat de Nuevo León no ha adoptat una bandera oficial, però ha sorgit una nova bandera d'identitat estatal. La bandera va ser dissenyada per un estudiant de la UANL, la qual ha tingut vendes per mitjans electrònics i comerços esportius.

## Galeria

Bandera de la República de Rio Grande 1840 (ratio 4:7)
Bandera de Nuevo León 1989 (ratio 4:7)
Bandera de Nuevo León 1998 (ratio 4:7)
Bandera de Nuevo León 2020 (ratio 4:7)